# Agarista duckei
Agarista duckei är en ljungväxtart som först beskrevs av Huber, och fick sitt nu gällande namn av Walter Stephen Judd. Agarista duckei ingår i släktet Agarista och familjen ljungväxter. Inga underarter finns listade i Catalogue of Life.